# Afmadow
Koordinaten: 0° 31′ N, 42° 4′ O
Afmadow (auch Afmadoow, Afmadu oder Afmaadu geschrieben) ist eine Stadt im Süden Somalias in der Region Jubbada Hoose. Sie ist Hauptstadt des gleichnamigen Distrikts.
Afmadow hat etwa 12.000 Einwohner. Bis November 2007 kamen schätzungsweise ebenso viele Binnenvertriebene aus Mogadischu in die Stadt.
Vor der Einwanderung der Somali im 19. Jahrhundert war Afmadow ein Zentrum der Warday-Oromo (vgl. Tana Orma). Eine Pockenepidemie um das Jahr 1865 schwächte die Warday jedoch, sodass Somali vom Clan der Darod das Gebiet besetzen und die Warday verdrängen konnten.
2006 war Afmadow unter der Kontrolle der Union islamischer Gerichte. Im weiteren Verlauf des Bürgerkrieges erlangte Hisbul Islam, eine aus der Union hervorgegangene Splittergruppe, die Kontrolle über die Stadt. Am 21. November 2009 zog sie sich weitgehend widerstandslos vor der anrückenden al-Shabaab zurück. Daraufhin flohen Tausende Bewohner aus Angst vor Kämpfen.
Im Mai 2012 wurde Afmadow von kenianischen Truppen befreit.